# Eleição municipal de Botucatu em 2004
A eleição municipal de Botucatu em 2004 foi o 14.º pleito eleitoral realizado na história do município. Ocorreu oficialmente em 1 de outubro e foi disputada em turno único, dado que Botucatu por não ter 200 000 eleitores registrados e aptos ao voto, não atende ao critério eleitoral definido pelo inciso II do artigo n.º 29 da Constituição Federal para a realização de um 2.º turno caso nenhum dos candidatos a prefeito alcance maioria absoluta dos votos. Neste caso, o(a) vencedor(a) é escolhido por maioria simples.
Segundo dados do Tribunal Superior Eleitoral, 78 173 eleitores compunham o eleitorado botucatuense apto a eleger 1 prefeito, 1 vice–prefeito e 11 vereadores para a Câmara Municipal em 2004. 

## Candidaturas oficiais
| Candidato(a)      | Vice                  | Partido | Nº | Coligação                                          |
| ----------------- | --------------------- | ------- | -- | -------------------------------------------------- |
| Mário Ielo        | Valdemar Pinho (PT)   | PT      | 13 | Amar Botucatu (PT/PC do B/PSB/PPS)                 |
| Fernando Espanhol | Marlene Campos        | PSC     | 20 | Sem coligação                                      |
| Milton Bosco      | Junior Colenci (PMDB) | PV      | 43 | Melhor para Botucatu (PV/PMDB/PSDB/PL/PFL/PTB/PDT) |
| Paulo Bassoli     | Toninho Zorzella (PP) | PP      | 11 | Renova Botucatu (PP/PSL)                           |

## Resultados eleitorais

### Poder Executivo
| 1º Turno 3 de outubro de 2004 | 1º Turno 3 de outubro de 2004 | 1º Turno 3 de outubro de 2004 | 1º Turno 3 de outubro de 2004 |
| Candidato(a)                  | Vice                          | Votação                       | Votação                       |
| Candidato(a)                  | Vice                          | Total                         | Porcentagem                   |
| ----------------------------- | ----------------------------- | ----------------------------- | ----------------------------- |
| Mário Ielo (PT)               | Valdemar Pinho (PT)           | 45.204                        | 76,40%                        |
| Milton Bosco (PV)             | Junior Colenci (PMDB)         | 12.216                        | 20,65%                        |
| Paulo Bassoli (PP)            | Toninho Zorzella (PP)         | 1.279                         | 2,16%                         |
| Fernando Espanhol (PSC)       | Marlene Campos (PSC)          | 465                           | 0,79%                         |
| Total de votos válidos        | Total de votos válidos        | 59.164                        | 100,00%                       |
| Votos apurados                |                               |                               |                               |
| Votos válidos                 | Votos válidos                 | 59.164                        | 89,12%                        |
| Votos em branco               | Votos em branco               | 2.319                         | 3,49%                         |
| Votos nulos                   | Votos nulos                   | 4.901                         | 7,38%                         |
| Total de votos apurados       | Total de votos apurados       | 66.384                        | 100,00%                       |
| Eleitores                     |                               |                               |                               |
| Comparecimento                | Comparecimento                | 66.384                        | 84,92%                        |
| Abstenções                    | Abstenções                    | 11.789                        | 15,08%                        |
| Total de eleitores            | Total de eleitores            | 78.173                        | 100,00%                       |

### Poder Legislativo
| Resultado da eleição para a Câmara Municipal de Botucatu em 2000 | Resultado da eleição para a Câmara Municipal de Botucatu em 2000 | Resultado da eleição para a Câmara Municipal de Botucatu em 2000 | Resultado da eleição para a Câmara Municipal de Botucatu em 2000 |
| Candidato                                                        | Partido                                                          | Votos                                                            | %                                                                |
| ---------------------------------------------------------------- | ---------------------------------------------------------------- | ---------------------------------------------------------------- | ---------------------------------------------------------------- |
| Reinaldinho                                                      | PL                                                               | 1.929                                                            | 3,20                                                             |
| Antonio Carlos Trigo                                             | PT                                                               | 1.718                                                            | 2,85                                                             |
| Josey Carvalho                                                   | PL                                                               | 1.584                                                            | 2,63                                                             |
| Professor Gamito                                                 | PT                                                               | 1.395                                                            | 2,32                                                             |
| Professor Caldas                                                 | PC do B                                                          | 1.194                                                            | 1,98                                                             |
| Luiz Carlos Rubio                                                | PT                                                               | 1.062                                                            | 1,76                                                             |
| Ademir Florian                                                   | PV                                                               | 1.037                                                            | 1,72                                                             |
| Antonio Carlos Vaz de Almeida - Cula                             | PL                                                               | 952                                                              | 1,58                                                             |
| José Ferrucio Varoli                                             | PV                                                               | 802                                                              | 1,33                                                             |
| Lelo Pagani                                                      | PT                                                               | 744                                                              | 1,24                                                             |
| José Carlos Lourenção                                            | PT                                                               | 706                                                              | 1,17                                                             |